# 354.º Escuadrón de Caza (Estados Unidos)

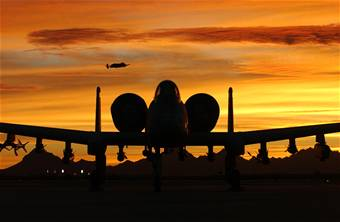
Un A-10 en el atardecer de Arizona.

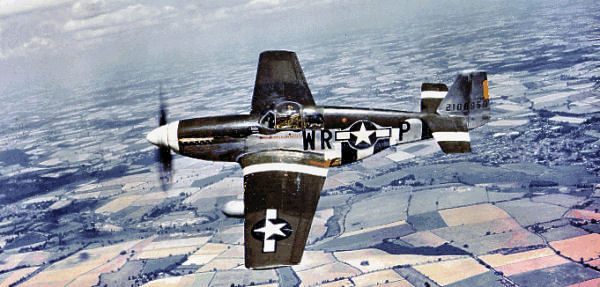
Un North American P-51B-15-NA Mustang número de serie 42-106950 "The Iowa Beauty" (La Bella de Iowa) del 354º Escuadrón de Caza. Este avión se perdió el 11 de septiembre de 1944 - capitán Kevin G. Rafferty Muerto en combate.

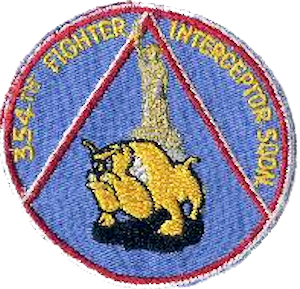
354.o Escuadrón de Caza e Intercepción (en inglés: Fighter Interception Squadron, FIS) (Mando de Defensa Aérea).

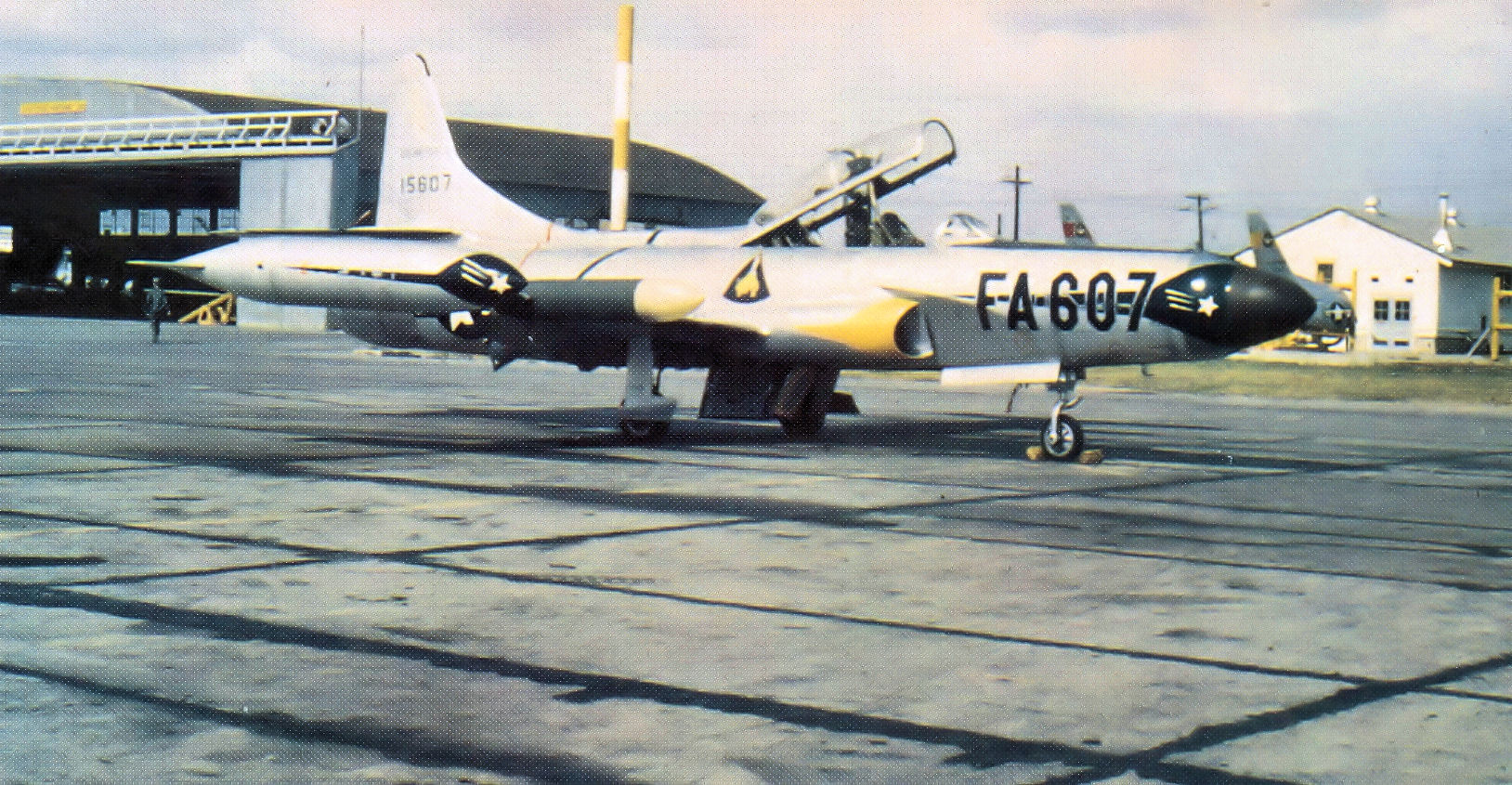
El Lockheed F-94C-1-LO Starfire 51-5607, 1952, Aeropuerto de Long Beach, California.

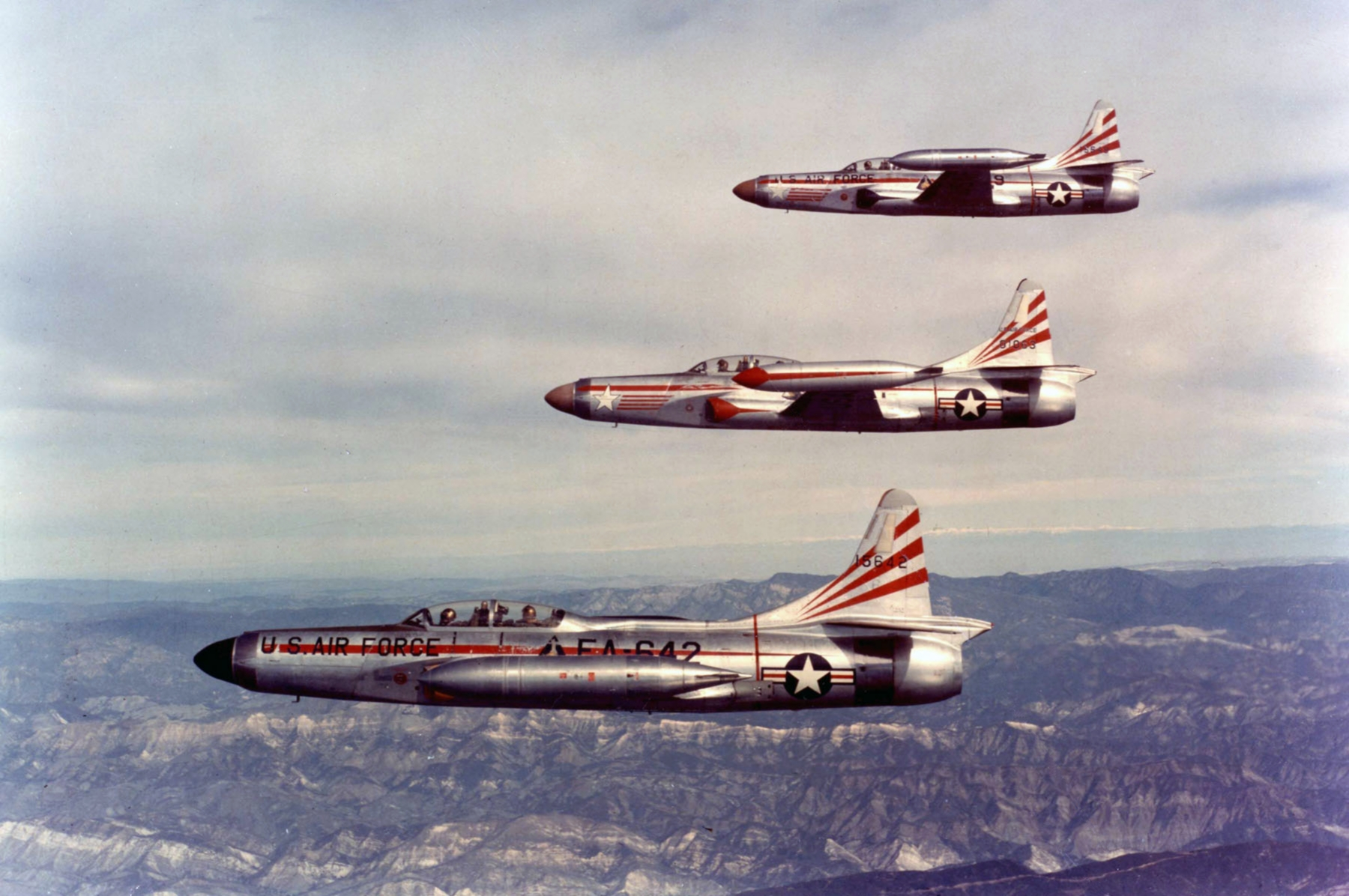
Tres F-94C Starfires del 354o. FIS, Base de la Fuerza Aérea Oxnard, California, 1956.

El 354.º Escuadrón de Caza (en inglés: 354th Fighter Squadron, 354 FS) es parte del 355.ª Ala de Caza acuartelado en la Base de la Fuerza Aérea Davis-Monthan, Arizona. Opera aviones A-10 Thunderbolt II que realizan misiones de apoyo aéreo cercano.

## Misión
Su misión es realizar Apoyo Aéreo Cercano, Interdicción Aérea, Control Aéreo Avanzado - Aerotransporte y Búsqueda y Rescate de Combate para los comandantes de teatro en todo el mundo.

## Historia
El 354.o voló misiones de combate en el Teatro de Operaciones Europeo entre el 14 de septiembre de 1943 al 25 de abril de 1945, y en el Sudeste Asiático entre el 13 de marzo y el 12 de junio de 1965, entre el 28 de noviembre de 1965 y el 7 de octubre de 1970, y aproximadamente entre el 14 de enero y 3 de julio de 1973.
Realizó entrenamiento de combate para tripulaciones entre los años 1971 a 1982 y de control aéreo adelantado desde el año 1991.

### Operaciones[2]
- Segunda Guerra Mundial
- Guerra de Vietnam

### Linaje[2]
- 354.º Escuadrón de Caza (1942–1944)
- 354.º Escuadrón de Caza, Monomotor (1944–1952)
- 354.º Escuadrón de Caza-Intercepción (1957–1962)
- 354.º Escuadrón Táctico de Caza (1962–1979)
- 354.º Escuadrón Táctico de Caza de Entrenamiento (1979–1991)
- 354.º Escuadrón de Caza (1991 – Presente)

## Asignaciones[2]
- 355.º Grupo de Caza (1942–1946)
- 27.ª División Aérea (1952–1953)
- 533.er Grupo de Defensa Aérea (1953–1955)
- 355.º Grupo de Caza (1955–1958)
- Comando Aéreo Táctico (1962)
- 831.ª División Aérea (1962)
- 355.ª Ala Táctica de Caza (1962–1970)
- Decimotercera Fuerza Aérea (1970–1971)
- 4453.ª Ala de Entrenamiento de Tripulaciones de Combate (1971)
- 355.ª Ala de Entrenamiento Táctico (1971–1982)
- 602.ª Ala de Control Aéreo (1991–1992)
- 355.º Grupo de Operaciones (1992 – Presente)

## Bases de operación[2]
- Orlando AAB, Florida (1942–1943)
- Zephyrhills AAF, Florida (1943)
- Aeropuerto municipal de Norfolk, Virginia (1943)
- Aeropuerto municipal de Filadelfia, Pensilvania (1943)
- Millville, Nueva Jersey (1943)
- RAF Steeple Morden, Reino Unido (1943–1945)
- Gablingen, Alemania (1945–1946)
- Schweinfurt, Alemania (1946)
- Mitchel Field, Nueva York (1946)
- Long Beach Municipal Airport, California (1952)
- Base de la Fuerza Aérea Oxnard, California (1952–1955)
  - Operando desde: Moody Air Force Base, Georgia (8 de mayo – 10 de junio de 1955)
- McGhee Tyson Airport/McGhee Tyson Air Force Base, Tennessee (1955–1958)
- George Air Force Base, California (1962–1964)
  - Operando desde: Eielson Air Force Base, Alaska (24 de enero – 14 de febrero de 1964)
  - Operando desde: Base Aérea de Incirlik, Turquía (5 de mayo – 18 de septiembre de 1964)
- McConnell Air Force Base, Kansas (1964–1965)
  - Desplegado en: Korat Royal Thai Air Force Base, Tailandia (6 de marzo – 18 de junio de 1965)
- Takhli Royal Thai Air Force Base, Tailandia (1965–1970)
- Davis-Monthan Air Force Base, Arizona (1970–1982)
  - Desplegado en: Korat Royal Thai Air Force Base, Tailandia (14 de enero – 4 de julio de 1973)
- Davis-Monthan Air Force Base, Arizona (1991–1993)
- McChord Air Force Base, Washington (1993–1994)
- Base Davis-Monthan de la Fuerza Aérea, Arizona (1994 – Presente)

Base de la Fuerza Aérea de Myrtle Beach, Carolina del Sur

## Aviones operados[2]
- P-47 Thunderbolt (1943–1944)
- P-51 Mustang (1944–1946, 1952–1953)
- F-94C Starfire (1953–1955)
- F-86D Sabre Interceptor (1955–1957)
- F-105 Thunderchief (1962–1970)
- A-7D Corsair II (1971–1979)
- A-10 Thunderbolt II (1979–1982, 1991 – presente)

## Galardones de la unidad
Una mención o encomio de unidad es un galardón que es otorgado a una organización por la acción citada. A los miembros de la unidad que participaron en dichas acciones se les permite usar en sus uniformes dichos galardones como  distintivos de cinta. Adicionalmente la unidad está autorizada a colocar los gallardetes apropiados en la bandera de la unidad. Al 354o. Escuadrón de Caza le han sido otorgadas las siguientes distinciones:
| Gallardete | Cinta                                                               | Galardón                                                              | Fecha(s) | Información adicional |
| ---------- | ------------------------------------------------------------------- | --------------------------------------------------------------------- | --- | --------------------- |
|            |                                                                     | Mención de Unidad Distinguida                                         | 5 de abril de 1944 | Alemania              |
|            | Silver star · Gold star · Silver star · Gold star                   | Mención Presidencial de Unidad                                        | 5 de mayo - 17 de junio de 1965; 1 de enero - 10 de octubre de 1966; 11 - 12 de agosto de 1967; 24 - 28 de octubre de 1967; 12 de abril de 1968 - 30 de abril de 1969; 10 de octubre de 1972 - 30 de abril de 1973. | Sudeste Asiático      |
|            | Bronze star · Bronze star · Bronze star · Bronze star               | Unidad Sobresaliente de la Fuerza Aérea con distintivo "V" de combate | 12 de octubre de 1966 - 11 de abril de 1967; 12 de abril de 1967 - 11 de abril de 1968; 1 de julio de 1969 - 15 de octubre de 1970; 1 de junio - 31 de agosto de 1999. |                       |
|            | Silver star · Bronze star · Bronze star · Bronze star · Bronze star | Unidad Sobresaliente de la Fuerza Aérea                               | 1 de julio de 1956 - 30 de junio de 1957; 1 de julio de 1971 - 11 de enero de 1973; 1 de octubre de 1976 - 31 de mayo de 1978; 1 de mayo de 1990 - 30 de abril de 1992; 1 de junio de 1995 - 31 de mayo de 1997; 1 de junio de 1998 - 31 de mayo de 2000; 1 de junio de 2002 - 31 de mayo de 2004; 1 de junio de 2004 - 31 de mayo de 2006; 1 de junio de 2007 - 31 de mayo de 2009. |                       |
|            |                                                                     | Cruz al Valor de la República de Vietnam con palma                    | 1 de abril de 1966 - 28 de enero de 1973 |                       |